# Coxiellaceae
Famille
Genres de rang inférieur
- Coxiella
- Rickettsiella

Les Coxiellaceae sont une famille de Proteobacteria (désormais Pseudomonadota). Ce sont des bactéries à Gram négatif contenant notamment des bactéries intracellulaires obligatoires dont les Coxiella, pathogènes pour l'homme et l'animal.

## Description
La famille des Coxiellaceae a été délimitée sur la base des analyses phylogénétiques des séquences du 16 rDNA. Elle est, avec les Legionellaceae, une des deux familles de bactéries appartenant à l'ordre des Legionellales.
Les bactéries de cette famille ne sont retrouvés que dans les vacuoles de cellules de leurs hôtes invertébrés ou vertébrés. Au moment de sa description, les bactéries de cette famille ne pouvaient pas être cultivées sur des milieux acellulaires.

## Taxonomie
Cette famille a été décrite en 2005 par Garrity et al. et ne contenait à cette époque que les genres Coxiella et Rickettsiella. L'appartenance de cette famille à l'ordre des Legionellales est validé dans la liste de validation n°106.